# Port lotniczy Daegu
Port lotniczy Daegu – port lotniczy położony w Daegu, w Korei Południowej. Piąty co do wielkości port lotniczy tego kraju.

## Linie lotnicze i połączenia
Lotnisko w Daegu obsługiwane jest przez 8 linii lotniczych, które oferują bezpośrednie połączenia do 15 portów lotniczych w 8 państwach:
| Linia lotnicza         | Kierunek |
| ---------------------- | --- |
| Asiana Airlines        | 1. Czedżu |
| China Eastern Airlines | 1. Szanghaj-Pudong |
| Jeju Air               | 1. Cebu 2. Czedżu |
| Jin Air                | 1. Czedżu 2. Tajpej-Taoyuan |
| Korean Air             | 1. Czedżu 2. Seul-Inczon |
| Sichuan Airlines       | 1. Zhangjiajie |
| T'way Air              | 1. Bangkok-Suvarnabhumi 2. Đà Nẵng 3. Fukuoka 4. Czedżu 5. Nha Trang 6. Osaka-Kansai 7. Tajpej-Taoyuan 8. Tokio-Narita 9. Yanji Sezonowo: 1. Ułan Bator 2. Zhangjiajie |
| VietJet Air            | Czarter: 1. Nha Trang |